# Дмитрий Милютин
Дмитрий Алексеевич Милютин е руски граф, офицер, генерал-фелдмаршал. Държавник, Военен министър на Русия (1861 – 1881). Участник в подготовката, организацията и провеждането на Руско-турската война (1877 – 1878).

## Биография
Дмитрий Милютин е роден на 28 юни 1816 г. в Москва в семейството на потомствен дворянин с родово имение в Семеиз, Таврическа губерния. Завършва Московския университетски пансион (1832).
Посвещава се на военното поприще. Произведен е в първо офицерско звание през 1833 г. Учи в Николаевската академия на Генералния щаб (1835 – 1836). След успешното и завършване е зачислен в щаба на Гвардейския корпус. Участва във Кавказката война (1839).
През 1840 – 1842 г. Пътува в Европа, включително и Балканския полуостров (1840 – 1842). Професор по военна география и военна статистика в Николаевската академия на Генералния щаб от 1845 г. Последователно е повишен във военно звание генерал-майор от 1854 г., генерал-адютант от 1859 г. Началник на щаба на Кавказката армия (1860).
Назначен е за заместник на военния министър. Военен министър на Русия (1861 – 1881).
Представител на умереното либерално течение в руския обществен живот. Близък сътрудник на император Александър II. Член на Държавния съвет.
Автор и ръководител на военните реформи в Русия. Структурата на руската армия, създадена от него, просъществува 150 години.
Като военен министър непосредствено организира подготовката и провеждането на Руско-турската война (1877 – 1878), която води до освобождението на България от османско владичество. Подписва заповедта за създаване на Българското опълчение. В продължение на 7 месеца е в Действащата руска армия в България и пряко участва във войната през 1877 г. Награден с Орден „Свети Георги“ II ст. и му е присвоена благородническа титла граф (1878).
Дмитрий Милютин е автор на множество военно-исторически, литературни и други изследвания. Оставя богато архивно наследство от около 50 000 листа. Неговите спомени и дневници са издадени във:
- „Воспоминания“, Москва, 1919;
- „Дневник“, т. I – IV, Москва, 1947 – 1950 и др.

Член-кореспондент и почетен член на Академията на науките в Санкт Петербург (1853, 1866).
Почетен шеф на 121-ви Пензенски пехотен полк. Почетен гражданин на Пенза (1911). Награден е с висшия руски орден „Свети Андрей Първозвани“. Повишен е във военно звание генерал-фелдмаршал от 1898 г.